# Nebulapriset
Nebulapriset är ett litteraturpris som delas ut av det amerikanska författarförbundet Science Fiction and Fantasy Writers of America (SFWA) varje år sedan 1966. Priset delas ut till de, enligt juryn, bästa science fiction- eller fantasy-publikationerna från det senaste nomineringsåret. Det delas ut i fyra klasser: fyra olika kategorier beroende på publikationernas längd. Mellan 2000 och 2009 delades även ett Nebulapris ut för manus till film, teater, radio, TV, multimedia eller liknande. 2010 ersattes det av The Ray Bradbury Award for Outstanding Dramatic Presentation som, trots att det inte är ett Nebulapris, även delas ut vid prisgalan för Nebulaprisen och följer samma regelverk.

## Regler
Nebulapriset delas ut årligen under en helg i slutet av april eller i början av maj. Det ges för ett specifikt verk och varje verk kan ha högst två författare, förutom manuset som får ha högst fyra huvudförfattare. Verk som kan komma i fråga skall vara publicerade/sända/visade i USA, passa in i genrerna science fiction eller fantasy samt vara på engelska; däremot gör det inget om de publicerats på annat språk eller ställe tidigare. Nomineringstiden är ett år från och med den förste i den månad verket publicerades på engelska i USA. För manus gäller 365 dagar från första dag filmen/pjäsen/sändningen visas, uppförs eller sänds i USA på engelska. 
Författaren får, men behöver inte, vara medlem i SFWA.

### Roman, kortroman, långnovell eller novell
För att räknas som novell så får berättelsen innehålla högst 7499 ord, en långnovell innehåller mellan 7500 och 17499 ord, en kortroman har 17500–39999 ord och en roman består av över 40000 ord eller möter kriteriet för kortroman och har publicerats som en egen bok, alltså inte i någon antologi, samt att författaren önskar att den skall bedömas som roman.

### Nominering, juryer och omröstningar
Det är SFWA:s medlemmar som rekommenderar nya verk till en uttagningsjury och när ett verk fått tio rekommendationer ser juryn till att det kommer med i den förberedande omröstningen. Om ett verk som publicerades 30 juli 2000 hinner få tio rekommendationer innan 31 december 2000 tävlar det om år 2000 års Nebulapris. Om det däremot inte hinner få tio rekommendationer innan 31/12 men innan 29 juni 2001 tävlar det om 2001 års Nebulapris. Samma verk kan endast tävla en gång.
Ungefär fem verk i varje klass går vidare till slutomröstningen. Det är inte juryerna som röstar och utser pristagarna utan SFWA:s övriga aktiva medlemmar; juryerna har en mer administrativ roll, deras uppgift är bland annat att själva leta reda på nyutkomna verk som sedan kan tävla i omröstningarna. Det finns från och med år 2006 (som behandlar 2005 års Nebulapris) fyra juryer: en för romaner, en för övriga historier, en för manus och en för Andre Norton Award. En författares verk får inte tävla i den klass han eller hon är jurymedlem i.

## Andra priser och utnämningar som delas ut i samband med Nebulaprisen
I samband med Nebulaprisutdelningen så kan andra priser delas ut, till exempel SFWA Service Award, sedan 1996, och President's Award.
Andre Norton Award delas ut från och med 2006 till författare av fantasyromaner för unga vuxna.
Damon Knight Memorial Grand Master Award är inte ett egentligt Nebulapris utan en utmärkelse för en författares livsgärning inom science fiction och/eller fantasy. Utmärkelsen är sedan 2002 uppkallad efter SFWA:s grundare Damon Knight, som dog det året. Innan dess hette utmärkelsen endast Grand Master Award.
SFWA:s Author Emeritus är även det en utmärkelse och inte ett Nebulapris. Författaren som får denna är av tradition talare på prisutdelningsbanketten och delar ut kvällens första pris, nämligen det i novellklassen. Utmärkelsen går till en levande författare som antingen slutat skriva eller vars tidigare mästerverk inte längre uppmärksammas i den utsträckning de förtjänar, enligt SFWA. Utmärkelsen kom till 1995. Om författaren inte kan närvara vid ceremonin får han eller hon istället utmärkelsen Author of Distinction.
Bradbury Award (egentligen Ray Bradbury Award for Outstanding Dramatic Presentation) delas ut till författare av filmmanus. Priset delades ut tre gånger mellan 1992 och 2001 till författare av filmmanus. Mellan 2000 och 2009 ersattes priset mer eller mindre ersatts av Nebulaprisets manus-klass för att därefter åter delas ut, nu årligen.

## Pristagare

### 1966–1970
| 1966                   |                                               |                |
| Klass                  | Titel                                         | Författare     |
| Roman (Novel)          | Dune, Dune-serien (Arrakis - ökenplaneten)    | Frank Herbert  |
| Kortroman (Novella)    | He Who Shapes                                 | Roger Zelazny  |
| Kortroman (Novella)    | The Saliva Tree                               | Brian Aldiss   |
| Långnovell (Novelette) | The Doors of His Face, the Lamps of His Mouth | Roger Zelazny  |
| Novell (Short Story)   | "Ångra dig, Harlekin!" sade Ticktackmannen    | Harlan Ellison |

| 1967                   |                      |                   |
| Klass                  | Titel                | Författare        |
| Roman (Novel)          | Babel-17             | Samuel R. Delany  |
| Roman (Novel)          | Flowers For Algernon | Daniel Keyes      |
| Kortroman (Novella)    | The Last Castle      | Jack Vance        |
| Långnovell (Novelette) | Call Him Lord        | Gordon R. Dickson |
| Novell (Short Story)   | The Secret Place     | Richard McKenna   |

| 1968                   |                           |                  |
| Klass                  | Titel                     | Författare       |
| Roman (Novel)          | The Einstein Intersection | Samuel R. Delany |
| Kortroman (Novella)    | Behold the Man            | Michael Moorcock |
| Långnovell (Novelette) | Gonna Roll the Bones      | Fritz Leiber     |
| Novell (Short Story)   | Aye, and Gomorrah         | Samuel R. Delany |

| 1969                   |                     |                |
| Klass                  | Titel               | Författare     |
| Roman (Novel)          | Rite of Passage     | Alexei Panshin |
| Kortroman (Novella)    | Dragonrider         | Anne McCaffrey |
| Långnovell (Novelette) | Mother to the World | Richard Wilson |
| Novell (Short Story)   | The Planners        | Kate Wilhelm   |

| 1970                   |                                                    |                   |
| Klass                  | Titel                                              | Författare        |
| Roman (Novel)          | The Left Hand of Darkness (Mörkrets vänstra hand)  | Ursula K. LeGuin  |
| Kortroman (Novella)    | A Boy and His Dog                                  | Harlan Ellison    |
| Långnovell (Novelette) | Time Considered as a Helix of Semi-Precious Stones | Samuel R. Delany  |
| Novell (Short Story)   | Passengers                                         | Robert Silverberg |

### 1971–1975
| 1971                   |                     |                        |
| Klass                  | Titel               | Författare             |
| Roman (Novel)          | Ringworld           | Larry Niven            |
| Kortroman (Novella)    | Ill Met in Lankhmar | Fritz Leiber           |
| Långnovell (Novelette) | Slow Sculpture      | Theodore Sturgeon      |
| Novell (Short Story)   |                     | Inget pris delades ut. |

| 1972                   |                               |                   |
| Klass                  | Titel                         | Författare        |
| Roman (Novel)          | A Time of Changes             | Robert Silverberg |
| Kortroman (Novella)    | The Missing Man               | Katherine MacLean |
| Långnovell (Novelette) | The Queen of Air and Darkness | Poul Anderson     |
| Novell (Short Story)   | Good News from the Vatican    | Robert Silverberg |

| 1973                   |                                      |                  |
| Klass                  | Titel                                | Författare       |
| Roman (Novel)          | The Gods Themselves (Själva gudarna) | Isaac Asimov     |
| Kortroman (Novella)    | A Meeting With Medusa                | Arthur C. Clarke |
| Långnovell (Novelette) | Goat Song                            | Poul Anderson    |
| Novell (Short Story)   | When It Changed                      | Joanna Russ      |

| 1974                                  |                                             | |
| Klass                                 | Titel                                       | Författare |
| Roman (Novel)                         | Rendezvous With Rama (Möte med Rama)        | Arthur C. Clarke |
| Kortroman (Novella)                   | The Death of Doctor Island                  | Gene Wolfe |
| Långnovell (Novelette)                | Of Mist, and Grass, and Sand                | Vonda N. McIntyre |
| Novell (Short Story)                  | Love Is the Plan, the Plan is Death         | James Tiptree Jr. |
| Dramatisering (Dramatic Presentation) | Soylent Green (Soylent Green - USA år 2022) | Stanley R. Greenberg för manuset baserat på romanen Make Room! Make Room! (Ge plats! Ge plats!), samt Harry Harrison för boken. |

| 1975                                  |                               |                                   |
| Klass                                 | Titel                         | Författare                        |
| Roman (Novel)                         | The Dispossessed (Shevek)     | Ursula K. LeGuin                  |
| Kortroman (Novella)                   | Born With the Dead            | Robert Silverberg                 |
| Långnovell (Novelette)                | If the Stars Are Gods         | Gordon Eklund och Gregory Benford |
| Novell (Short Story)                  | The Day Before the Revolution | Ursula K. LeGuin                  |
| Dramatisering (Dramatic Presentation) | Sleeper (Sjusovaren)          | Woody Allen                       |
| Grand Master Award                    |                               | Robert A. Heinlein                |

### 1976–1980
| 1976                             |                                                 |                            |
| Klass                            | Titel                                           | Författare                 |
| Roman (Novel)                    | The Forever War                                 | Joe Haldeman               |
| Kortroman (Novella)              | Home Is the Hangman                             | Roger Zelazny              |
| Långnovell (Novelette)           | San Diego Lightfoot Sue                         | Tom Reamy                  |
| Novell (Short Story)             | Catch That Zeppelin!                            | Fritz Leiber               |
| Dramatisering (Dramatic Writing) | Young Frankenstein (Det våras för Frankenstein) | Mel Brooks och Gene Wilder |
| Grand Master Award               |                                                 | Jack Williamson            |
| Special-plakett (Special Plaque) |                                                 | George Pal                 |

| 1977                   |                                           |                   |
| Klass                  | Titel                                     | Författare        |
| Roman (Novel)          | Man Plus                                  | Frederik Pohl     |
| Kortroman (Novella)    | Houston, Houston, Do You Read             | James Tiptree Jr. |
| Långnovell (Novelette) | The Bicentennial Man (Tvåhundraårsmannen) | Isaac Asimov      |
| Novell (Short Story)   | A Crowd of Shadows                        | Charles L. Grant  |
| Grand Master Award     |                                           | Clifford D. Simak |

| 1978                          |                              |                                     |
| Klass                         | Titel                        | Författare                          |
| Roman (Novel)                 | Gateway (Stjärnporten)       | Frederik Pohl                       |
| Kortroman (Novella)           | Stardance                    | Spider Robinson och Jeanne Robinson |
| Långnovell (Novelette)        | The Screwfly Solution        | Racoona Sheldon                     |
| Novell (Short Story)          | Jeffty Is Five               | Harlan Ellison                      |
| Dramatisering (Special Award) | Star Wars (Stjärnornas krig) |                                     |

| 1979                   |                                    |                    |
| Klass                  | Titel                              | Författare         |
| Roman (Novel)          | Dreamsnake                         | Vonda N. McIntyre  |
| Kortroman (Novella)    | The Persistence of Vision          | John Varley        |
| Långnovell (Novelette) | A Glow of Candles, A Unicorn's Eye | Charles L. Grant   |
| Novell (Short Story)   | Stone                              | Edward Bryant      |
| Grand Master Award     |                                    | L. Sprague de Camp |

| 1980                   |                           |                     |
| Klass                  | Titel                     | Författare          |
| Roman (Novel)          | The Fountains of Paradise | Arthur C. Clarke    |
| Kortroman (Novella)    | Enemy Mine                | Barry B. Longyear   |
| Långnovell (Novelette) | Sandking                  | George R. R. Martin |
| Novell (Short Story)   | giANTS                    | Edward Bryant       |

### 1981–1985
| 1981                   |                            |                    |
| Klass                  | Titel                      | Författare         |
| Roman (Novel)          | Timescape                  | Gregory Benford    |
| Kortroman (Novella)    | Unicorn Tapestry           | Suzy McKee Charnas |
| Långnovell (Novelette) | The Ugly Chickens          | Howard Waldrop     |
| Novell (Short Story)   | Grotto of the Dancing Deer | Clifford D. Simak  |

| 1982                   |                             |                                       |
| Klass                  | Titel                       | Författare                            |
| Roman (Novel)          | The Claw of the Conciliator | Gene Wolfe                            |
| Kortroman (Novella)    | The Saturn Game             | Poul Anderson                         |
| Långnovell (Novelette) | The Quickening              | Michael Bishop                        |
| Novell (Short Story)   | The Bone Flute              | Lisa Tuttle, som avböjde utnämningen. |
| Grand Master Award     |                             | Fritz Leiber                          |

| 1983                   |                           |                |
| Klass                  | Titel                     | Författare     |
| Roman (Novel)          | No Enemy But Time         | Michael Bishop |
| Kortroman (Novella)    | Another Orphan            | John Kessel    |
| Långnovell (Novelette) | Fire Watch                | Connie Willis  |
| Novell (Short Story)   | A Letter From the Clearys | Connie Willis  |

| 1984                   |                 |                |
| Klass                  | Titel           | Författare     |
| Roman (Novel)          | Startide Rising | David Brin     |
| Kortroman (Novella)    | Hardfought      | Greg Bear      |
| Långnovell (Novelette) | Blood Music     | Greg Bear      |
| Novell (Short Story)   | The Peacemaker  | Gardner Dozois |
| Grand Master Award     |                 | Andre Norton   |

| 1985                   |               |                   |
| Klass                  | Titel         | Författare        |
| Roman (Novel)          | Neuromancer   | William Gibson    |
| Kortroman (Novella)    | Press Enter   | John Varley       |
| Långnovell (Novelette) | Bloodchild    | Octavia E. Butler |
| Novell (Short Story)   | Morning Child | Gardner Dozois    |

### 1986–1990
| 1986                   |                              |                     |
| Klass                  | Titel                        | Författare          |
| Roman (Novel)          | Ender's Game                 | Orson Scott Card    |
| Kortroman (Novella)    | Sailing to Byzantium         | Robert Silverberg   |
| Långnovell (Novelette) | Portraits of His Children    | George R. R. Martin |
| Novell (Short Story)   | Out of All Them Bright Stars | Nancy Kress         |
| Grand Master Award     |                              | Arthur C. Clarke    |

| 1987                   |                                |                  |
| Klass                  | Titel                          | Författare       |
| Roman (Novel)          | Speaker for the Dead           | Orson Scott Card |
| Kortroman (Novella)    | R&R                            | Lucius Shepard   |
| Långnovell (Novelette) | The Girl Who Fell Into the Sky | Kate Wilhelm     |
| Novell (Short Story)   | Tangents                       | Greg Bear        |
| Grand Master Award     |                                | Isaac Asimov     |

| 1988                   |                     |                      |
| Klass                  | Titel               | Författare           |
| Roman (Novel)          | The Falling Woman   | Pat Murphy           |
| Kortroman (Novella)    | The Blind Geometer  | Kim Stanley Robinson |
| Långnovell (Novelette) | Rachel in Love      | Pat Murphy           |
| Novell (Short Story)   | Forever Yours, Anna | Kate Wilhelm         |
| Grand Master Award     |                     | Alfred Bester        |

| 1989                   |                                              |                      |
| Klass                  | Titel                                        | Författare           |
| Roman (Novel)          | Falling Free                                 | Lois McMaster Bujold |
| Kortroman (Novella)    | The Last of the Winniebagos                  | Connie Willis        |
| Långnovell (Novelette) | Schrödinger's Kitten                         | George Alec Effinger |
| Novell (Short Story)   | Bible Stories for Adults, NO. 17: The Deluge | James Morrow         |
| Grand Master Award     |                                              | Ray Bradbury         |

| 1990                   |                           |                            |
| Klass                  | Titel                     | Författare                 |
| Roman (Novel)          | The Healer's War          | Elizabeth Anna Scarborough |
| Kortroman (Novella)    | The Mountains of Mourning | Lois McMaster Bujold       |
| Långnovell (Novelette) | At the Rialto             | Connie Willis              |
| Novell (Short Story)   | Ripples in the Dirac Sea  | Geoffrey A Landis          |

### 1991–1995
| 1991                   |                                            |                  |
| Klass                  | Titel                                      | Författare       |
| Roman (Novel)          | Tehanu: The Last Book of Earthsea (Tehanu) | Ursula K. LeGuin |
| Kortroman (Novella)    | The Hemingway Hoax                         | Joe Haldeman     |
| Långnovell (Novelette) | Tower of Babylon                           | Ted Chiang       |
| Novell (Short Story)   | Bears Discover Fire                        | Terry Bisson     |
| Grand Master Award     |                                            | Lester del Rey   |

| 1992                   |                                         |                  |
| Klass                  | Titel                                   | Författare       |
| Roman (Novel)          | Stations of the Tide                    | Michael Swanwick |
| Kortroman (Novella)    | Beggars in Spain                        | Nancy Kress      |
| Långnovell (Novelette) | Guide Dog                               | Mike Conner      |
| Novell (Short Story)   | Ma Qui                                  | Allan Brennert   |
| Bradbury Award         | Terminator 2 (Terminator 2 - Domedagen) | James Cameron    |

| 1993                   |                    |                |
| Klass                  | Titel              | Författare     |
| Roman (Novel)          | Doomsday Book      | Connie Willis  |
| Kortroman (Novella)    | City of Truth      | James Morrow   |
| Långnovell (Novelette) | Danny Goes to Mars | Pamela Sargent |
| Novell (Short Story)   | Even the Queen     | Connie Willis  |
| Grand Master Award     |                    | Frederik Pohl  |

| 1994                   |                              |                      |
| Klass                  | Titel                        | Författare           |
| Roman (Novel)          | Red Mars                     | Kim Stanley Robinson |
| Kortroman (Novella)    | The Night We Buried Road Dog | Jack Cady            |
| Långnovell (Novelette) | Georgia on My Mind           | Charles Sheffield    |
| Novell (Short Story)   | Graves                       | Joe Haldeman         |

| 1995                   |                                   |               |
| Klass                  | Titel                             | Författare    |
| Roman (Novel)          | Moving Mars                       | Greg Bear     |
| Kortroman (Novella)    | Seven Views of Olduvai Gorge      | Mike Resnick  |
| Långnovell (Novelette) | The Martian Child                 | David Gerrold |
| Novell (Short Story)   | A Defense of the Social Contracts | Martha Soukup |
| Grand Master Award     |                                   | Damon Knight  |
| Author Emeritus        |                                   | Emil Petaja   |

### 1996–2000
| 1996                   |                          |                     |
| Klass                  | Titel                    | Författare          |
| Roman (Novel)          | The Terminal Experiment  | Robert J. Sawyer    |
| Kortroman (Novella)    | Last Summer at Mars Hill | Elizabeth Hand      |
| Långnovell (Novelette) | Solitude                 | Ursula K. LeGuin    |
| Novell (Short Story)   | Death and the Librarian  | Esther M. Friesner  |
| Grand Master Award     |                          | A. E. van Vogt      |
| Author Emeritus        |                          | Wilson "Bob" Tucker |
| Service to SFWA Award  |                          | Chuq Von Rospach    |

| 1997                   |                           |                      |
| Klass                  | Titel                     | Författare           |
| Roman (Novel)          | Slow River                | Nicola Griffith      |
| Kortroman (Novella)    | Da Vinci Rising           | Jack Dann            |
| Långnovell (Novelette) | Lifeboat on a Burning Sea | Bruce Holland Rogers |
| Novell (Short Story)   | A Birthday                | Esther M. Friesner   |
| Grand Master Award     |                           | Jack Vance           |
| Author Emeritus        |                           | Judith Merril        |
| Service to SFWA Award  |                           | Sheila Finch         |

| 1998                   |                          |                    |
| Klass                  | Titel                    | Författare         |
| Roman (Novel)          | The Moon and the Sun     | Vonda N. McIntyre  |
| Kortroman (Novella)    | Abandon in Place         | Jerry Oltion       |
| Långnovell (Novelette) | Flowers of Aulit Prison  | Nancy Kress        |
| Novell (Short Story)   | Sister Emily's Lightship | Jane Yolen         |
| Grand Master Award     |                          | Poul Anderson      |
| Author Emeritus        |                          | Nelson Slade Bond  |
| Service to SFWA Award  |                          | Robin Wayne Bailey |

| 1999                   |                        |                                                            |
| Klass                  | Titel                  | Författare                                                 |
| Roman (Novel)          | Forever Peace          | Joe Haldeman                                               |
| Kortroman (Novella)    | Reading the Bones      | Sheila Finch                                               |
| Långnovell (Novelette) | Losts Girls            | Jane Yolen                                                 |
| Novell (Short Story)   | Thirteen Ways to Water | Bruce Holland Rogers                                       |
| Grand Master Award     |                        | Hal Clement, eller Harry Stubbs som han egentligen heter.  |
| Author Emeritus        |                        | William Tenn, eller Philip Klass som han egentligen heter. |
| Bradbury Award         | Babylon 5              | J. Michael Straczynski                                     |

| 2000                   |                                 |                                     |
| Klass                  | Titel                           | Författare                          |
| Roman (Novel)          | Parable of the Talents          | Octavia E. Butler                   |
| Kortroman (Novella)    | Story of Your Life              | Ted Chiang                          |
| Långnovell (Novelette) | Mars is No Place for Children   | Mary A. Turzillo                    |
| Novell (Short Story)   | The Cost of Doing Business      | Leslie What                         |
| Manus (Script)         | The Sixth Sense (Sjätte sinnet) | M. Night Shyamalan                  |
| Grand Master Award     |                                 | Brian W. Aldiss                     |
| Author Emeritus        |                                 | Daniel Keyes                        |
| Service to SFWA Award  |                                 | George Zebrowski och Pamela Sargent |

### 2001–2005
| 2001                   |                                     |                                  |
| Klass                  | Titel                               | Författare                       |
| Roman (Novel)          | Darwin's Radio                      | Greg Bear                        |
| Kortroman (Novella)    | Goddesses                           | Linda Nagata                     |
| Långnovell (Novelette) | Daddy's World                       | Walter Jon Williamsss            |
| Novell (Short Story)   | macs                                | Terry Bisson                     |
| Manus (Script)         | Galaxy Quest                        | Robert Gordon och David Howard   |
| Grand Master Award     |                                     | Philip José Farmer               |
| Author Emeritus        |                                     | Robert Sheckley                  |
| Bradbury Award         | 2000X - Tales of the Next Millennia | Yuri Rasovsky och Harlan Ellison |

| 2002                   |                                |                                                                        |
| Klass                  | Titel                          | Författare                                                             |
| Roman (Novel)          | The Quantum Rose               | Catherine Asaro                                                        |
| Kortroman (Novella)    | The Ultimate Earth             | Jack Williamson                                                        |
| Långnovell (Novelette) | Louise's Ghost                 | Kelly Link                                                             |
| Novell (Short Story)   | The Cure for Everything        | Severina Park                                                          |
| Manus (Script)         | Crouching Tiger, Hidden Dragon | James Schamus, Kuo Jung Tsai och Hui-Ling Wang, efter Du Lu Wangs bok. |
| Presidents Award       |                                | Betty Ballantine                                                       |

| 2003                                     |                                                                     |                                                                                      |
| Klass                                    | Titel                                                               | Författare                                                                           |
| Roman (Novel)                            | American Gods                                                       | Neil Gaiman                                                                          |
| Kortroman (Novella)                      | Bront's Egg                                                         | Richard Chwedyk                                                                      |
| Långnovell (Novelette)                   | Hell is the Absence of God                                          | Ted Chiang                                                                           |
| Novell (Short Story)                     | Creature                                                            | Carol Emshwiller                                                                     |
| Manus (Script)                           | The Lord of the Rings: The Fellowship of the Ring (Sagan om ringen) | Frances Walsh, Philippa Boyens och Peter Jackson, efter romanen av J. R. R. Tolkien. |
| Damon Knight Memorial Grand Master Award |                                                                     | Ursula K. LeGuin                                                                     |
| Author Emeritus                          |                                                                     | Katherine MacLean                                                                    |

| 2004                                     |                                                                | |
| Klass                                    | Titel                                                          | Författare                                                                                             |
| Roman (Novel)                            | Speed of Dark                                                  | Elizabeth Moon                                                                                         |
| Kortroman (Novella)                      | Coraline                                                       | Neil Gaiman                                                                                            |
| Långnovell (Novelette)                   | The Empire of Ice Cream                                        | Jeffrey Ford                                                                                           |
| Novell (Short Story)                     | What I Didn't See                                              | Karen Joy Fowler                                                                                       |
| Manus (Script)                           | The Lord of the Rings: The Two Towers (Sagan om de två tornen) | Frances Walsh, Philippa Boyens, Stephen Sinclair och Peter Jackson, efter romanen av J. R. R. Tolkien. |
| Damon Knight Memorial Grand Master Award |                                                                | Robert Silverberg                                                                                      |
| Author of Distinction                    |                                                                | Charles Harness                                                                                        |
| Service to SFWA Award                    |                                                                | Michael Capobianco och Ann Crispin                                                                     |

| 2005                                     |                                                                              |                                                                                      |
| Klass                                    | Titel                                                                        | Författare                                                                           |
| Roman (Novel)                            | Paladin of Souls                                                             | Lois McMaster Bujold                                                                 |
| Kortroman (Novella)                      | The Green Leopard Plague                                                     | Walter Jon Williams                                                                  |
| Långnovell (Novelette)                   | Basement Magic                                                               | Ellen Klages                                                                         |
| Novell (Short Story)                     | Coming to Terms                                                              | Eileen Gunn                                                                          |
| Manus (Script)                           | The Lord of the Rings: The Return of the King (Sagan om konungens återkomst) | Frances Walsh, Philippa Boyens och Peter Jackson, efter romanen av J. R. R. Tolkien. |
| Damon Knight Memorial Grand Master Award |                                                                              | Anne McCaffrey                                                                       |
| Service to SFWA Award                    |                                                                              | Kevin O'Donnell, Jr.                                                                 |

### 2006–2010
| 2006                                     |                                  |                  |
| Klass                                    | Titel                            | Författare       |
| Roman (Novel)                            | Camouflage                       | Joe Haldeman     |
| Kortroman (Novella)                      | Magic for Beginners              | Kelly Link       |
| Långnovell (Novelette)                   | The Faery Handbag                | Kelly Link       |
| Novell (Short Story)                     | I Live with You                  | Carol Emshwiller |
| Manus (Script)                           | Serenity                         | Joss Whedon      |
| Andre Norton Award                       | Valiant: A Modern Tale of Faerie | Holly Black      |
| Damon Knight Memorial Grand Master Award |                                  | Harlan Ellison   |
| Author Emeritus                          |                                  | William F. Nolan |

| 2007                                     |                                            |                                                                                                  |
| Klass                                    | Titel                                      | Författare                                                                                       |
| Roman (Novel)                            | Seeker                                     | Jack McDevitt                                                                                    |
| Kortroman (Novella)                      | Burn                                       | James Patrick Kelly                                                                              |
| Långnovell (Novelette)                   | Two Hearts                                 | Peter S. Beagle                                                                                  |
| Novell (Short Story)                     | Echo                                       | Elizabeth Hand                                                                                   |
| Manus (Script)                           | Howl's Moving Castle (Det levande slottet) | Hayao Miyazaki, Cindy Davis Hewitt och Donald H. Hewitt baserat på romanen av Diana Wynne Jones. |
| Andre Norton Award                       | Magic and Madness                          | Justine Larbalestier                                                                             |
| Damon Knight Memorial Grand Master Award |                                            | James Gunn                                                                                       |
| Author Emeritus                          |                                            | David Guy Compton                                                                                |
| SFWA Service Award                       |                                            | Brook West och Julia West                                                                        |

| 2008                                     |                                                                       |                                        |
| Klass                                    | Titel                                                                 | Författare                             |
| Roman (Novel)                            | The Yiddish Policemen's Union                                         | Michael Chabon                         |
| Kortroman (Novella)                      | Fountain of Age                                                       | Nancy Kress                            |
| Långnovell (Novelette)                   | The Merchant and the Alchemist's Gate                                 | Ted Chiang                             |
| Novell (Short Story)                     | Always                                                                | Karen Joy Fowler                       |
| Manus (Script)                           | Pan's Labyrinth (Pans labyrint)                                       | Guillermo del Toro                     |
| Andre Norton Award                       | Harry Potter and the Deathly Hallows (Harry Potter och dödsrelikerna) | J.K. Rowling                           |
| Damon Knight Memorial Grand Master Award |                                                                       | Michael Moorcock                       |
| Author Emeritus                          |                                                                       | Ardath Mayhar                          |
| SFWA Service Award                       |                                                                       | Melissa Michaels och Graham P. Collins |

| 2009                                     |                                                                         |                                                    |
| Klass                                    | Titel                                                                   | Författare                                         |
| Roman (Novel)                            | The Windup Girl                                                         | Paolo Bacigalupi                                   |
| Kortroman (Novella)                      | The Women of Nell Gwynne’s                                              | Kage Baker                                         |
| Långnovell (Novelette)                   | Sinner, Baker, Fabulist, Priest; Red Mask, Black Mask, Gentleman, Beast | Eugie Foster                                       |
| Novell (Short Story)                     | Spar                                                                    | Kij Johnson                                        |
| Ray Bradbury Award                       | District 9                                                              | Neill Blomkamp och Terri Tatchell                  |
| Andre Norton Award                       | The Girl Who Circumnavigated Fairyland In A Ship Of Her Own Making      | Catherynne M. Valente                              |
| Damon Knight Memorial Grand Master Award |                                                                         | Joe Haldeman                                       |
| Author Emeritus                          |                                                                         | Neal Barrett, Jr.                                  |
| SFWA Service Award                       |                                                                         | Tom Doherty, Terri Windling och Donald A. Wollheim |

| 2010                   |                                                             |                                       |
| Klass                  | Titel                                                       | Författare                            |
| Roman (Novel)          | Blackout/All Clear                                          | Connie Willis                         |
| Kortroman (Novella)    | The Lady Who Plucked Red Flowers Beneath the Queen’s Window | Rachel Swirsky                        |
| Långnovell (Novelette) | That Leviathan Whom Thou Hast Made                          | Eric James Stone                      |
| Novell (Short Story)   | Ponies och “How Interesting: A Tiny Man”                    | Kij Johnson respektive Harlan Ellison |
| Andre Norton Award     | I Shall Wear Midnight                                       | Terry Pratchett                       |
| Ray Bradbury Award     | Inception                                                   |                                       |

### 2011–2015
| 2011                                     |                                                             |                                               |
| Klass                                    | Titel                                                       | Författare                                    |
| Roman (Novel)                            | Blackout/All Clear                                          | Connie Willis                                 |
| Kortroman (Novella)                      | The Lady Who Plucked Red Flowers beneath the Queen's Window | Rachel Swirsky                                |
| Långnovell (Novelette)                   | That Leviathan, Whom Thou Hast Made                         | Eric James Stone                              |
| Novell (Short Story)                     | The Paper Menagerie                                         | Ken Liu                                       |
| Ray Bradbury Award                       | Doctor Who: "The Doctor's Wife"                             | Neil Gaiman (manus), Richard Clark (regissör) |
| Andre Norton Award                       | The Freedom Maze                                            | Delia Sherman                                 |
| Damon Knight Memorial Grand Master Award |                                                             | Connie Willis                                 |
| Author Emeritus                          |                                                             |                                               |

| 2012                                     |                                                  |                                                               |
| Klass                                    | Titel                                            | Författare                                                    |
| Roman (Novel)                            | 2312                                             | Kim Stanley Robinson                                          |
| Kortroman (Novella)                      | After the Fall, Before the Fall, During the Fall | Nancy Kress                                                   |
| Långnovell (Novelette)                   | Close Encounters                                 | Andy Duncan                                                   |
| Novell (Short Story)                     | Immersion                                        | Aliette de Bodard                                             |
| Ray Bradbury Award                       | Beasts of the Southern Wild"                     | Lucy Alibar och Benh Zeitlin (manus), Benh Zeitlin (regissör) |
| Andre Norton Award                       | Fair Coin                                        | E.C. Myers                                                    |
| Damon Knight Memorial Grand Master Award |                                                  | Gene Wolfe                                                    |
| Author Emeritus                          |                                                  |                                                               |

| 2013                                     |                                 |                                                       |
| Klass                                    | Titel                           | Författare                                            |
| Roman (Novel)                            | Ancillary Justice               | Ann Leckie                                            |
| Kortroman (Novella)                      | The Weight of the Sunrise       | Vylar Kaftan                                          |
| Långnovell (Novelette)                   | The Waiting Stars               | Aliette de Bodard                                     |
| Novell (Short Story)                     | If You Were a Dinosaur, My Love | Rachel Swirsky                                        |
| Ray Bradbury Award                       | Gravity                         | Alfonso Cuarón (regi och manus), Jonás Cuarón (manus) |
| Andre Norton Award                       | Sister Mine                     | Nalo Hopkinson                                        |
| Damon Knight Memorial Grand Master Award |                                 | Samuel Delany                                         |
| Author Emeritus                          |                                 |                                                       |

| 2014                              | 2014                              | 2014                                                   |
| Klass                             | Titel                             | Författare                                             |
| --------------------------------- | --------------------------------- | ------------------------------------------------------ |
| Roman (Novel)                     | Annihilation                      | Jeff VanderMeer                                        |
| Kortroman (Novella)               | Yesterday’s Kin                   | Nancy Kress                                            |
| Långnovell (Novelette)            | A Guide to the Fruits of Hawai’i, | Alaya Dawn Johnson                                     |
| Novell (Short story)              | Jackalope Wives                   | Ursula Vernon                                          |
| Ray Bradbury Award                | Guardians of the Galaxy           | James Gunn (regi och manus) och Nicole Perlman (manus) |
| Andre Norton Award                | Love Is the Drug                  | Alaya Dawn Johnson                                     |
| Damon Knight Grand Master Award   |                                   | Larry Niven                                            |
| Solstice Award                    |                                   | Joanna Russ (postumt) och Stanley Schmidt              |
| Kevin O’Donnell Jr. Service Award |                                   | Jeffry Dwight                                          |

| 2015                   | 2015                                 | 2015                                                                             |
| Klass                  | Titel                                | Författare                                                                       |
| ---------------------- | ------------------------------------ | -------------------------------------------------------------------------------- |
| Roman (Novel)          | Uprooted                             | Naomi Novik                                                                      |
| Kortroman (Novella)    | Binti                                | Nnedi Okorafor                                                                   |
| Långnovell (Novelette) | Our Lady of the Open Road            | Sarah Pinsker                                                                    |
| Novell (Short story)   | Hungry Daughters of Starving Mothers | Alyssa Wong                                                                      |
| Ray Bradbury Award     | Mad Max: Fury Road                   | George Miller (regi och manus), Brendan McCarthy (manus), Nick Lathouris (manus) |
| Andre Norton Award     | Updraft                              | Fran Wilde                                                                       |